# Adelsheim
Adelsheim est une ville allemande de Bade-Wurtemberg, située dans l'arrondissement de Neckar-Odenwald.

## Personnalités nées à Adelsheim
- Gertrud Scholtz-Klink (1902-1999).